# 유랴쿠 천황
유랴쿠 천황(일본어: 雄略天皇 유랴쿠텐노[*], 418년 10월 ~ 479년 9월 8일)은 일본의 21대 천황(재위 : 456년 12월 25일 ~ 479년 9월 8일)이다. 오하쓰세와카타케루노미코토(大泊瀬幼武尊)라고도 한다. 『고사기』에서는 大長谷若建命, 大長谷王로 표기하며, 大悪天皇、有徳天皇라고도 한다.
그는 『송서(宋書)』, 『양서(梁書)』에 기록된 왜의 5왕 중 무(武)에 비정되고 있다. 왜왕 무(武)의 상표문에는 주변 여러 국을 공략하고 세력을 확장한 양상이 표현되어 있는데, 구마모토현 다마나군 나고미정의 에타후나야마 고분에서 출토된 은 상감 철검 명문과 사이타마현 교다시의 이나리야마 고분에서 출토된 금착명(金錯銘) 철검 명문에 나오는 '獲加多支鹵大王(획가다지로대왕)'이라는 명칭은 '幼武尊(와카타케루노미코토)'의 음을 따서 적은 것으로 해석되어, 유랴쿠 천황은 고고학적으로 실존이 증명되었다.
그는 인교 천황의 제5 황자로 태어났다. 어머니는 오시사카노오나카쓰히메(忍坂大中姫)이며, 안코 천황과 어머니가 같은 형제이다.

## 생애
《일본서기》 및 《고사기》에 의하면, 안코 천황(安康天皇)이 재위 3년만에 마요와 왕(眉輪王)에 의해 암살되는 사건이 일어났는데(《고사기》에는 당시 7세였다고 하나 이것은 오기로 보인다), 앞서 안코 천황은, 닌토쿠 천황(仁德天皇)의 아들인 오쿠사카 황자(大草香皇子)에게 황자의 누이동생인 구사카노하타비히메 황녀(草香幡梭姫皇女)를 안코 천황의 친동생 오하쓰세 황자(즉 유랴쿠 천황)의 비(妃)로 삼을 것을 명령했을 때(오쿠사카와 구사카노하타비히메는 오하쓰세에게는 숙부와 고모뻘이 된다) 중개역을 맡았던 네네노 오미(根臣)가 받아들이겠다는 뜻으로 황자가 보낸 오시키노 다마카쓰라(押木玉鬘, 금동관이라고도)를 탐내어 일부러 안코 천황에게 '오쿠사카 황자가 거절했다'라며 거짓으로 말을 꾸며 전했고 안코 천황은 오쿠사카를 죽이고 그의 아내였던 나카시노히메노미코토(中蒂姫命)를 자신의 황후로 삼아버렸다. 마요와 왕은 나카시노히메가 오쿠사카와의 사이에서 낳은 아들로, 이 사건은 마요와 왕이 안코 천황을 암살하는 직접적인 원인이 되었다고 전한다.
그러나 안코 천황의 암살을 알게 된 오하쓰세는 자신의 형들을 의심하여, 우선 야쓰리노시로히코 황자(八釣白彦皇子)를 죽이고 이어서 사카이노쿠로히코 황자(坂合黒彦皇子)와 마요와 왕을 죽이려 했다. 두 사람이 오오미(大臣) 가쓰라기노 쓰부라(葛城円)의 저택으로 도망쳐 숨자 오하쓰세는 저택에 불을 질러 이들 두 사람은 물론 가쓰라기노 쓰부라마저 태워 죽이고 말았다. 게다가 사촌 형제였던 이치노헤노오시와 황자(市辺押磐皇子)·미와노 미코(御馬皇子 みまのみこ[*]) 형제마저 살해하여 자신의 정적을 모두 제거하고, 그 해 11월에 야마토 왕권의 오키미에 오르게 되었다.
즉위한 뒤 그는 구사카노하타비히메에게 구혼하러 가는 도중에, 시키노 아가타누시(志貴県主)의 저택 가쓰오키(鰹木)에 올라가 베를 두른 흰 개를 손에 들었다. 이것을 혼인선물로 하여 구사카노하타비히메를 황후로 맞게 되었다.
즉위 후에도 사람을 처형하는 일이 잦았기 때문에 나중에 다이아쿠 천황(大惡天皇)이라는 비난을 받게 되었다고 하나, 다이아쿠 천황(大惡天皇)에 대한 기술은 부레쓰 천황에도 보이므로, 두 사람이 동일인물이라는 설도 제기되었다.
헤구리노 마토리(平群真鳥)를 오오미(大臣), 오토모노 무로야(大伴室屋)와 모노노베노 메(物部目)를 오무라지(大連)로 삼고 군사력으로 전제왕권을 확립한 오오하쓰세노와카타케루노오키미(유랴쿠 천황)는 연합적으로 이어져 있던 주변 지역의 소왕국들을 야마토 왕권 아래 복속시키려 했다. 특히 당시 최대의 지역정권이었던 기비(吉備)에 대해 반란 진압을 명목으로 굴복시킨다. 「기비 씨의 난」이라 불리는 이 사건에 대하여 구체적으로 이야기하면, 기비노 시모쓰미치노오미 사키쓰야(일본어: 吉備下道臣前津屋)나 기비노 가미쓰미치노오미 다사(일본어: 吉備上道臣田狭)의 「반란」을 군사적으로 토벌하고 기비 정권의 약체화를 추진하여, 오키미 사후에는 기비 씨족을 외가로 두고 있던 호시카와 황자(星川皇子)의 난을 오토모노 무로야 등이 진압함으로써 야마토 왕권의 우위를 결정짓게 된 것이다. 《일본서기》에는 따로, 469년의 하리마(播磨)의 아야시노 오마로(文石小麻呂), 474년의 이세(伊勢)의 아사케노 이라쓰코(朝日郎)를 군사적으로 토벌한 사실도 기록되어 있다.
이 밖에도 야마토에서 오국(吳國)이라 불리던 중국의 송(宋)으로부터 수공업자인 아야하토리(漢織), 구레하토리(吳織) 등을 초빙하였으며, 흩어져 있던 하타 씨(秦氏) 백성에 대한 통솔을 강화하고 양잠업을 장려하였다고 한다.
재위 22년 1월 1일(478년 2월 18일), 아들인 시라카 황자(白髪皇子, 훗날의 세이네이 천황)를 황태자로 삼고, 이듬해인 8월에 병으로 사망하였는데, 오키미의 사망은 오키미 재위 23년째의 일로서 서기로 환산하면 479년의 일이지만, 중국의 기록인 《양서(梁書)》의 양(梁)의 무제(武帝) 천감(天監) 원년(502년)에 '무(武)'라는 이름의 왜왕을 정동장군(征東將軍)으로 진호(進號)한 기록이 있는데, 이 왜왕 무를 오하쓰세 오키미 즉 유랴쿠 천황으로 비정하는 견지에서 실제 오키미의 사망 시기가 《일본서기》나 《고사기》에 적힌 것보다 나중의 일일 것이라는 견해가 있는가 하면 애초에 왜왕 무를 유랴쿠 천황으로 비정한 것 자체가 잘못되었다고 보는 견해도 있다.
왜왕 무가 유랴쿠 천황이라는 견해는 이나리야마 고분 철검에서 유랴쿠 천황을 가리키는 말로 생각되는 '와카타케루(獲加多支鹵大王, 幼武尊)'에서 '武'(무)만을 따온 것으로 여긴다.
한편 왜왕 무가 유랴쿠 천황이라고 볼 수 없다는 견해는, 유랴쿠 천황의 재위 기간은 456년에서 479년인데 무(武)가 478년 송에 보낸 상표문(上表文)에서 당시 자신이 아버지의 상중임을 밝히고 있어 456년에 즉위한 유랴쿠 천황과는 일치할 수 없다고 주장한다. 즉, 유랴쿠 천황의 아버지인 인교 천황은 453년에 사망하였으나 왜왕 무(武)의 부는 478년에 사망했으므로 유랴쿠 천황과 무(武)는 동일 인물일 수 없다는 것이다. 이에 의하면 유랴쿠 천황의 이전 4명의 천황 역시 각각 『송서(宋書)』에 나오는 찬(讚), 진(珍), 제(濟), 흥(興)과 동일 인물일 수 없다고 할 수 있다.

### 한반도와의 관계
《일본서기》는 유랴쿠 천황 8년 2월에 일본부(日本府)의 군대가 고구려(高句麗)를 쳐부수고 이듬해인 9년 5월에 다시 신라를 공격하였으나, 장군인 기노 고유미(紀小弓)가 전사하는 바람에 패주했다는 기록을 전하고 있다. 유랴쿠 천황 8년은 서기로 환산하면 464년에 해당하는데, 《삼국사기》신라본기에 의하면 왜인의 침공은 자비 마립간 5년(462년)과 5월과 6년(463년) 5월에 있었고, 앞서의 침략에서는 활개성(活開城)이 왜인에게 함락당해 신라인 1천 명이 잡혀가기도 했지만, 결국 이듬해 다시 삽량성(歃良城)을 치다가 벌지(伐智)와 덕지(德智) 두 장군의 매복 작전으로 격파함으로써 신라가 왜와의 전투에서 승리한 것을 전하고 있다.
또한 20년에 고구려가 백제(百濟)를 쳐서 멸하였으나(개로왕 피살) 백제의 나머지 군사들을 모두 죽이자는 권고에 장수왕이 「백제는 일본 천황의 관가로서 그 유래가 오래되었는데 지금 그것을 멸망시킨다면 천황의 노여움을 살 것이다」라며 그만두었으며, 21년에 오하쓰세노오키미가 임나(任那)의 하치호리현에 속한 구마나리(久麻那利)의 땅을 백제에게 내주어 백제를 부흥시켰다고 전하고 있는데, 실제 《삼국사기》에 따르면 장수왕의 한성 공략과 백제 개로왕의 서거는 475년 9월에 있었고 개로왕의 뒤를 이은 문주왕은 그 해에 수도를 웅진으로 옮겼다고 적고 있다. 《일본서기》 유랴쿠 천황 20년은 서기로 환산하면 476년으로 1년의 차이를 보이며, 천황이 마치 멸망할 뻔한 백제를 다시 일으켜 세워주었다거나 장수왕이 왜를 두려워해서 백제를 더 공격하지 못하고 그만두었다는 식의 윤색되고 왜곡된 기술에서 벗어나지 못하고 있다. 또한 479년 4월에 백제의 삼근왕(三斤王)이 사망하자 당시 왜에 인질로 있던 옛 곤지의 둘째 아들인 미다(未多)를 쓰쿠시(筑紫)의 병사 500명을 주어 귀국하게 도왔을 뿐 아니라 그 병사를 이끌었던 아치노오미(安致臣) ・ 우마카히노오미(馬飼臣) 등이 수군을 거느리고 고구려를 토벌했다고 전하고 있다. 《삼국사기》에는 이러한 기록이 없다.

### 다이아쿠 천황(大悪天皇)
즉위 후에도 사람을 자주 처형하여 당시 사람들로부터 '다이아쿠 천황(大悪天皇, 몹시 나쁜 천황)'이라 비방되었다고 《일본서기》는 전하고 있다. 이러한 '몹시 나쁜 천황'이라는 평은 후대의 부레쓰 천황에게서도 보이는 것으로, 이에 근거하여 《일본서기》의 유랴쿠 천황과 부레쓰 천황이 실제로는 동일인물이 아니었느냐는 설도 존재한다. 《일본서기》에 수록된 에피소드 하나를 살펴보면 어느 날 사냥을 나간 천황이 멧돼지를 보고도 쏘아 죽이지 못하는 부하를 보고 격노해 쏘아 죽이려 했는데, 옆에서 황후가 "지금 멧돼지를 먹자고 부하를 죽이는 것은 승냥이나 이리와 다를 것이 없습니다."라고 말렸다고 한다. 승냥이나 이리를 잔인한 사람에 빗대는 것은 《후한서》에도 기술되어 있기에 이러한 에피소드 자체가 후세의 창작일 수도 있지만, 동시에 천황의 성격을 보여주는 기술이기도 하다.
나아가 앞서 설명한 구사카노하타비히메를 비롯해 오키미의 왕후, 왕비의 결정은 주로 그 친정이 주벌당한 뒤에야 결정되는 경우가 많았는데, 왕권 강화를 위하여 유력한 왕족이나 호족들을 숙청하고 그 잔당을 포섭해 야마토 왕권에 통합시키기 위해 왕비로 삼았다는 것이다. 형이었던 안코 천황이 왕족들에게 하던 방식을 그대로 배웠을 뿐 아니라 오히려 유력 호족들에게까지 그 방식을 확대 적용함으로써 야마토 왕권의 강화를 강행했고, 그렇게 정벌당해 숙청된 왕족과 호족의 원망이 유랴쿠 천황에 대한 '폭군'이라는 기술 속에 남게 된 것으로 보인다.

## 가족 관계
비인 가쓰라기노가라히메(葛城韓媛) 소생의 시라카노미코가 세이네이 천황(淸寧天皇)으로 즉위한 뒤, 유랴쿠 천황의 핏줄은 부계로는 끊어졌지만, 딸인 가쓰라기노오이라쓰메 황녀가 닌켄 천황의 황후가 되어 낳은 딸 다시라카 황녀(手白香皇女)가 다시 게이타이 천황(継体天皇)의 황후가 되고 긴메이 천황(欽明天皇)을 낳음으로서, 모계를 통해 현재의 일본 황실까지 이어지고 있다.
- 아버지 : 일본 제15대 오진 천황(應神天皇, 201~310)
- 어머니 : 오시사카노오오나카쓰노히메(忍坂大中姬)
  - 황후 : 구사카노하타비히메 황녀(草香幡梭姫皇女) - 닌토쿠 천황의 황녀
  - 왕비 : 가쓰라기노카라히메(葛城韓媛) - 가쓰라기노 쓰부라(葛城円) 오오미(大臣)의 딸
    - 3남 : 일본 제22대 세이네이 천황(淸寧天皇, 444?~484)
    - 딸 : 다쿠하타히메노히메 황녀(栲幡姫皇女) - 사이구(齋宮: 재궁)

  - 왕비 : 기비노와카히메(吉備稚媛) - 기비노 시모쓰미치노 오오미의 딸
    - 아들 : 이와키 황자(磐城皇子) - 나니와노오노 왕(難波小野王, 겐죠 천황의 황후)의 조부
    - 아들 : 호시카와노와카미야 황자(星川稚宮皇子)[6]

  - 왕비 : 와니노와라와키미(和珥童女君) - 가스가노와미미노오미후카메(春日和珥臣深目)의 딸
    - 딸 : 가스가노오이라쓰메 황녀(春日大娘皇女)[7]

## 왕궁 및 능묘
유랴쿠 천황의 수도는 긴키(近畿)의 하쓰세노아사쿠라노미야(泊瀬朝倉宮)로, 이나리야마 고분(稲荷山古墳)에서 출토된 금강감철검에 보이는 '시키노미야(斯鬼宮, 磯城宮)'도 아사쿠라노미야를 가리키는 것으로 여겨진다(따로 가와치 국의 시키志紀, 즉 지금의 오사카부 야오시라는 설도 있다). 전승지는 지금의 일본 나라현(奈良県) 사쿠라이시(桜井市)의 구로사키(黒崎, 일설에는 이와사카岩坂)인데, 1984년에 시의 하키모토(脇本)에 있는 하키모토 유적에서 5세기 후반의 것으로 추정되는 굴립주혈(掘立柱穴)이 발견되어 이것이 아사쿠라노미야 유적이라 하여 화제를 모았다. 이후 한동안 하쓰세(初瀬)에 천황의 거처가 있었다고 주장하는 사람도 나타났다. 한편 《일본영이기(日本霊異記)》에는 이와레노미야(磐余宮)에도 있었다고 한다.
사후 천황은 다지히노타카와시노하라노미사사기(丹比高鷲原陵)에 묻혔다. 오사카 부(大阪府) 하비키노 시(羽曳野市)의 시마이즈미(島泉)에 있는 시마이즈미마루 산 고분(島泉丸山古墳, 둥근 부분 둘레 76m)과 히라즈카 고분(平塚古墳, 네모난 부분 둘레 50m)로 비정된다. 현의 마쓰바라 시(松原市)의 니시오쓰카(西大塚)와 하비키노 시의 미나미에가노쇼(南恵我之荘)에 걸치는 가와치 오쓰카 산 고분군(河内大塚山古墳, 전방후원분으로 전체 길이 335m)라는 설도 있으나, 하니와(埴輪)가 없는 점 등의 특징으로 미루어 전방후원분 종말기의 것일 가능성이 높고 유랴쿠 천황의 사망 시기와 그 축조 연대에는 수십 년이나 차이가 난다.
《고사기》에는 겐죠 천황의 아버지 이치노헤노오시하 황자의 복수를 위해 오오케노 미코토(意祁命, 훗날의 닌켄 천황)이 몸소 유랴쿠 천황의 무덤 일부를 파괴했다는 기록이 있으며, 《일본서기》에도 겐죠 천황이 능을 파괴하려 했으나 황태자의 충고로 그만두었다고 한다.

## 기타
유랴쿠 천황은 이세 신궁(伊勢神宮)의 외궁(外宮)을 세운 것으로 알려져 있다. 원래 도요우케노오카미(豊受大神)는 가쓰라기 씨가 대표로서 섬기던 신으로 가쓰라기 씨가 몰락한 뒤 제대로 섬겨지지 못하고 있던 것이 숭경의 목소리가 높아지고 단바 국에서도 모시고 있던 것을 유랴쿠 천황 22년, 즉 서거 1년 전에 외궁을 세워 수습하기로 한 것이 아닐까 하는 설이 있다. 도요우케노오카미와 이름이 비슷한 이이토요노스메라미코토(飯豊天皇)는 그 여진 속에서 정무를 맡았을 가능성도 있다. 또한 유랴쿠 천황의 황녀로서 사이구가 되었다는 다쿠하타히메(栲幡姬)가 유에(湯人, 왕자녀의 목욕 등을 맡은 직책) 다케히코(武彦)의 아이를 가졌다는 아베노오미 구니미(阿閇臣国見)의 참언 때문에 무죄를 호소하며 자결한 사건이 《일본서기》 유랴쿠 3년 4월조에 실려 있는데, 황녀의 어머니인 가쓰라기노 가라히메가 아버지 가쓰라기노 쓰부라에 의해 즉위 전의 유랴쿠 천황에게 비로서 바쳐졌다는 기사로부터 약 3년 뒤에 벌어진 일로서, 바쳐지기도 전에 가라히메가 다쿠하타히메를 낳았다는 것은 연대상 맞지 않으며, 오히려 앞에서 기록한 참언 사건이 외궁의 건립과 연대가 가까운 것이 아니냐는 추측도 있다. 또한 아베노오미 구니미는 참언이 거짓으로 드러난 뒤 이소노카미 신궁(石上神宮)으로 달아나고 있다.
《고사기》에는 즉위 전의 유랴쿠 천황을 오오하쓰세노미코(大長谷王)라고 표기한 것이 자주 보이는데, 통상 즉위 전의 천황에게 미코토(命)라 부르는 《고사기》에서 미코(王)라는 칭호라 쓰인 것은 이례적이다.

## 같이 보기
- 이나리야마 고분 철검